# Nyls
Nyls (23 settembre 1982) è un cantante francese di origine italiana (Lama dei Peligni), noto per vari successi in Europa e Giappone con i suoi dischi Kairos e Nightlife.